# 阿特拉托河副牙脂鯉
阿特拉托河副牙脂鯉（学名：Parodon atratoensis）為輻鰭魚綱脂鯉目脂鯉亞目下口半脂鯉科的其中一個種，其种加词“atratoensis”意为“阿特拉托河的”。分布於南美洲阿特拉托河流域，體長可達10.8公分，棲息在河川底中層水域，生活習性不明。